# 1961 en Belgique
Chronologie de la Belgique
- 1957
- 1958
- 1959
- 1960
- 1961
- 1962
- 1963
- 1964
- 1965

Cette page concerne des événements qui se sont produits durant l'année 1961 du calendrier grégorien, en Belgique.

## Chronologie

### Janvier
- Du 1er janvier au 30 juin : présidence belge du Conseil de la Communauté économique européenne

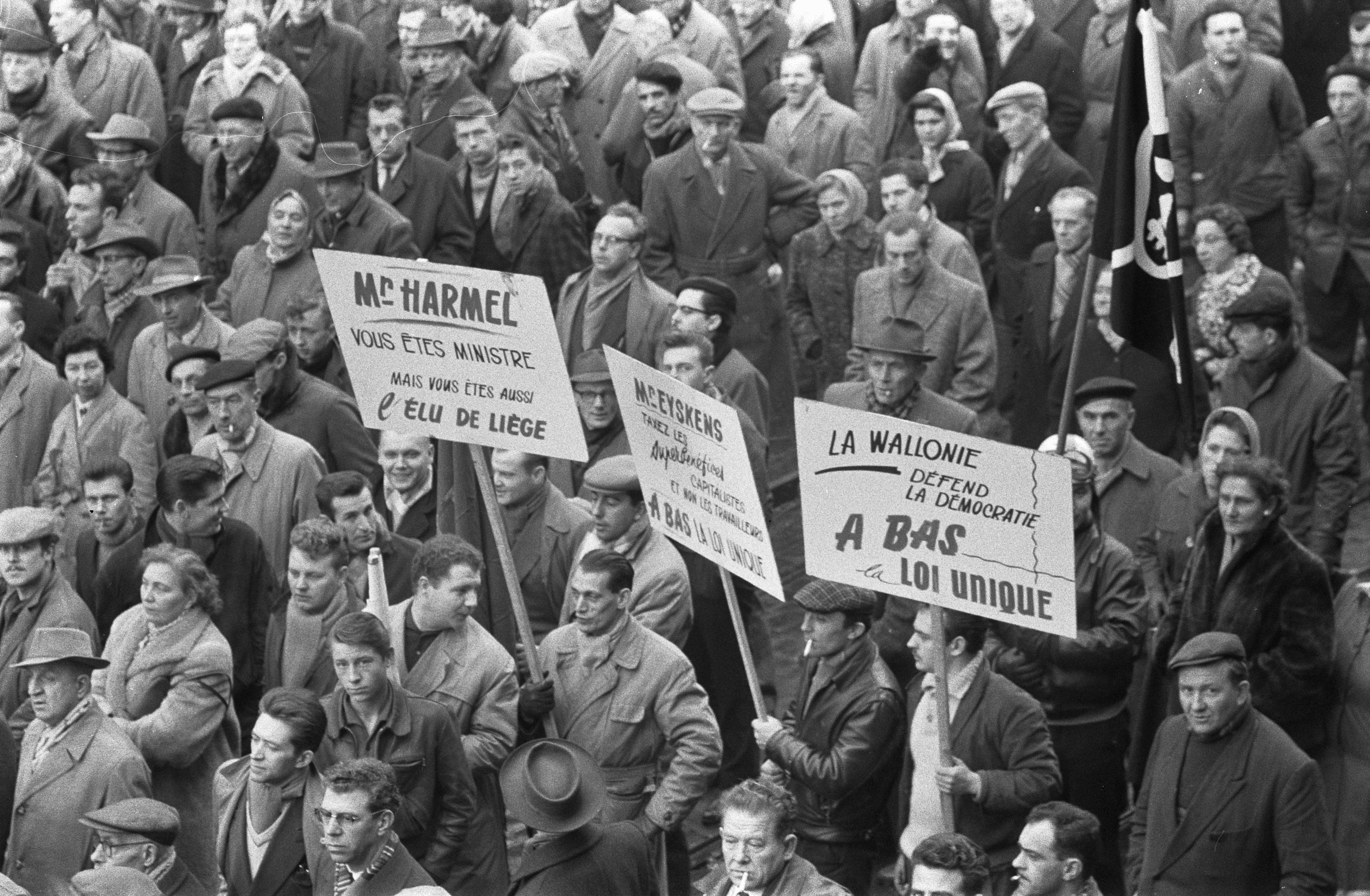
Manifestation contre la loi unique, à Liège, le 3 janvier 1961

- 6 janvier : une émeute éclate à Liège. Plusieurs centaines de grévistes en colère saccagent la gare des Guillemins[1].
- 9 janvier : le gouvernement décrète des mesures d'urgence à la suite des incidents graves liés à la grève générale[2].
- 13 janvier : la Chambre adopte la « loi unique »[2].
- 21 janvier : fin de la grève générale[1].

### Février
- 14 février : loi d'expansion économique, de progrès social et de redressement financier (« loi unique »).
- 15 février : un Boeing 707 effectuant la liaison entre l'aéroport international de New York et l'aéroport de Bruxelles s'écrase à Berg, près de Kampenhout. On dénombre 75 morts, parmi lesquels l'ensemble de la délégation de patinage artistique des États-Unis, qui était en route pour les championnats du monde de 1961 à Prague en Tchécoslovaquie. C'est la catastrophe aérienne la plus meurtrière de Belgique.

### Mars
- 26 mars : élections législatives[3].
- 27 mars : lancement du Mouvement populaire wallon[2].

### Avril
- 25 avril : installation du gouvernement Lefèvre[2], coalition de centre-gauche.

### Octobre
- 8 octobre : le Parti libéral devient le Parti de la liberté et du progrès (PLP), parti centriste et conservateur ouvert aux non-croyants et aux croyants[4].
- 22 octobre : première marche flamande sur Bruxelles[5].

### Décembre
- 31 décembre : ouverture de Bobbejaanland.

## Culture

### Bande dessinée
Albums parus en 1961 : 
- À la poursuite du soleil ! d'Eddy Paape et Jean-Michel Charlier.
- Au-delà du Pacifique d'Eddy Paape et Jean-Michel Charlier.
- Les Cargos du crépuscule de Maurice Tillieux.
- Le Cavalier sans visage de Sirius.
- Le Démon des Caraïbes de Jean-Michel Charlier et Victor Hubinon.
- En remontant le Mississipi de Morris et René Goscinny.
- Escadrille ZZ de Jean-Michel Charlier et Victor Hubinon.
- La Francisque et le cimeterre de Sirius.
- La Guerre des sept fontaines de Peyo.
- Le Hameau englouti de Jean-Michel Charlier et Mitacq.
- Les Mangeurs de citrons de Marcel Remacle.
- Le Prisonnier du Bouddha, d'André Franquin, Greg et Jidéhem.
- Prototype FX-13  de Jean-Michel Charlier et Victor Hubinon.
- Le Secret de Neptune de Jijé.
- Le Secret des Monts Tabou de Jean-Michel Charlier et Mitacq.

### Cinéma
- Le Poirier de misère, film d'animation de Jean Coignon.
- Tintin et le Mystère de la Toison d'or, de Jean-Jacques Vierne.

### Littérature
- Prix Victor-Rossel : David Scheinert, Le Flamand aux longues oreilles.
- La Grange bleue, recueil de Maurice Carême[6].
- Ma blessure chantante, recueil de Noël Ruet[7].
- Maigret et le Voleur paresseux, roman policier de Georges Simenon.
- Les Mangeurs d'atomes et Les Sosies de l'Ombre Jaune (Bob Morane), romans de Henri Vernes.
- Le Train, roman de Georges Simenon.

### Musique
- 1er octobre : création du Troisième Programme, station de radio de la RTB consacrée à la musique classique.

## Sciences
- Prix Francqui : Adolphe van Tiggelen (physico-chimie, UCL)[8].
- Médaille d'Or de la Fondation Francqui : Jules Duchesne (physique moléculaire, ULg)[9].

## Naissances
- 19 mars : Jos Lansink, cavalier.
- 26 mars : Michel Goffin, coureur cycliste († 27 février 1987).
- 10 avril : Rudy Dhaenens : coureur cycliste († 6 avril 1998).
- 25 avril : Frank De Winne, spationaute.

## Décès
- 12 janvier : Albert Carnoy, homme politique (° 7 novembre 1878).
- 12 février : Camille Van De Casteele, coureur cycliste (° 27 juin 1902).
- 7 mars : Englebert Van Anderlecht , peintre abstrait ( ° 24 mars 1918 )
- 17 mai : Frans Van Cauwelaert, professeur de psychologie et homme politique (° 10 janvier 1880).
- 26 juin : Hélène Dutrieu, cycliste, motocycliste, coureuse automobile et aviatrice (° 10 juillet 1877).
- 11 juillet : Paul Tschoffen, homme politique (° 8 mai 1878).
- 31 juillet : Paul Deman, coureur cycliste (° 25 avril 1889).
- 6 août : Joseph-Ernest Van Roey, cardinal (° 13 janvier 1874).
- 22 octobre : Aloys Vande Vyvere, homme politique (° 8 juin 1871).
- 20 novembre : Henri de la Barre d'Erquelinnes, homme politique (° 21 décembre 1885).

## Statistiques
- Population totale au 1er janvier 1961 : 9 178 154 habitants[10].
- Population totale au 31 décembre 1961 : 9 189 741 habitants[11].